# Robert Huneš
Robert Huneš (* 9. listopadu 1968 Praha) je český sociální pracovník a politik, od roku 2005 ředitel Hospice sv. Jana N. Neumanna, o.p.s. v Prachaticích, viceprezident Asociace poskytovatelů hospicové a paliativní péče ČR a člen Etické komise Ministerstva zdravotnictví ČR. V letech 2020 až 2024 zastupitel Jihočeského kraje, v letech 2010–2014 a 2018–2022 zastupitel města Vodňany (v letech 2010 až 2014 také radní města), člen KDU-ČSL.

## Život
Absolvoval Pedagogickou fakultu Univerzity Jana Evangelisty Purkyně v Ústí nad Labem – geografie – historie – ruský jazyk (Mgr., 1992), Vysokou školu zdravotníctva a sociáľnej práce sv. Alžbety v Bratislavě (PhDr., 2009) a manažerské studium ve Společnosti pro management a leadership v Praze (MBA, 2019). Působil jako pedagog na střední škole. Od roku 2005 je ředitelem Hospice sv. Jana N. Neumanna, o.p.s. v Prachaticích. Je držitelem ocenění „Osobnost roku 2015“ v sociálních službách. Jím vedený hospic získal v letech 2017 a 2019 titul "Neziskovka roku" v Ceně veřejnosti.
Je ženatý a má tři děti.

## Veřejná činnost

### Odborná činnost
Je prezidentem Asociace poskytovatelů hospicové a paliativní péče, členem Etické komise Ministerstva zdravotnictví ČR, členem Akademického výboru České křesťanské akademie v Praze. Publikoval řadu odborných textů z oblasti sociální práce a etiky se zvláštním důrazem na otázky významu hospicové a paliativní péče: příspěvky a ve sbornících a odborných časopisech a jednu monografii. Od roku 2006 absolvoval více než 70 přednášek na vysokých a vyšších odborných školách a pro odbornou veřejnost po celé ČR. Byl citován v několika odborných publikacích. Pravidelně publikuje publicistické články na svém blogu na Idnes.cz. Je spoluautorem monografie Průvodce v čase zármutku a Věci předposlední a poslední.

### Politické angažmá
V letech 2010-2014 a 2018-2022 byl zastupitelem města Vodňany za KDU-ČSL. V říjnových volbách do Senátu PČR roku 2014 byl kandidátem za KDU-ČSL v obvodu č. 12 – Strakonice. Je předsedou MO KDU-ČSL Vodňany a byl předsedou OV KDU-ČSL Strakonice. Je místopředsedou KV KDU-ČSL Jihočeského kraje. Je členem odborné komise pro zdravotnictví KDU-ČSL. Ve volbách do Poslanecké sněmovny PČR v říjnu 2013 skončil se ziskem 1 772 hlasů na třetím místě jihočeské kandidátky KDU-ČSL.
V krajských volbách v roce 2020 byl zvolen jako člen KDU-ČSL na kandidátce subjektu „TOP 09 a KDU-ČSL - Společně pro jižní Čechy“ zastupitelem Jihočeského kraje. V krajských volbách v roce 2024 obhajoval jako člen KDU-ČSL post zastupitele Jihočeského kraje, a to na kandidátce subjektu „Společně pro jižní Čechy - TOP 09, KDU-ČSL, Tábor 2020“, ale neuspěl. Uskupení získalo jen 4,45 % hlasů, do krajského zastupitelstva se nedostalo, a mandát krajského zastupitele se mu tak nepodařilo obhájit.

### Iniciativa Exitus
V červnu 2014 vznikla Iniciativa Exitus, jejímž hlavním cílem bylo pomoci podfinacovanému hospicu sv. Jana N. Neumanna v Prachaticích. Byl zveřejněn transparentní účet, na nějž mohli občané zasílat své dary. Do srpna 2014 se podařilo shromáždit 225 000 Kč. Pomyslný šek byl předán řediteli hospice zástupcem iniciativy Šimonem Hellerem. Celková darovaná částka pomůže zajistit činnost hospice až do konce kalendářního roku 2014. V reakci na výzvu Iniciativy zvýšilo Ministerstvo práce a sociálních věcí příspěvek na činnost prachatického hospice.

### Kandidatura do Senátu
Ve volbách do Senátu PČR v roce 2014 kandidoval za KDU-ČSL v obvodu č. 12 – Strakonice. Se ziskem 13,29 % hlasů skončil na 4. místě a nepostoupil tak ani do druhého kola. Podporu kandidatuře vyslovila řada výrazných osobností české veřejné scény, např. onkolog prof. Jiří Vorlíček, hudebník, skladatel a umělecký vedoucí souboru Hradišťan Jiří Pavlica, rektor Jihočeské univerzity v Českých Budějovicích prof. Libor Grubhoffer, lékařka a zakladatelka hospicového hnutí v ČR Marie Svatošová, bývalá ministryně zdravotnictví Zuzana Roithová či europoslanec Jaromír Štětina. Důležitou prioritou je navržení a prosazení samostatného zákona o hospicové a paliativní péči, který v ČR dosud chybí, a který by umožnil nastavit dlouhodobý systém financování těchto zařízení za účelem zachování rozsahu a kvality jejich činnosti.
Ve volbách do Senátu PČR v roce 2022 kandidoval za KDU-ČSL v obvodu č. 10 – Český Krumlov. Se ziskem 16,22 % hlasů skončil na předposledním 4. místě a do druhého kola nepostoupil.

### Postoje a názory
Je zásadním odpůrcem uzákonění euthanasie v ČR a odmítl její uzákonění pro nevyléčitelně nemocné děti v Belgii. Prosazuje, aby byla akceptována paliativní a hospicová péče jako humánní nástroj pomoci umírajícím a lepší alternativa k euthanasii. Zdůrazňuje však, že opakem euthanasie je dystanásie, tedy oddalování neodvratného konce života skrze nadbytečnou neefektivní léčbu. Hospicová péče stojí uprostřed mezi euthanasií a dystanasií. Ze své zkušenosti potvrzuje, že hospic je nejen místem důstojného umírání pro nevyléčitelně nemocné, ale jeho zázemí poskytuje též důležitou psychologickou oporu pozůstalým.
Prosazuje vlastenectví a povznesení národního sebevědomí, postaveným na hodnotách, před poraženectvím a populismem.